# 倫維爾
倫維爾是瑞士的一个镇，位於該國東北部，由圖爾高州負責管轄，面積8.89平方公里，海拔高度470米，2012年人口1,428，五成半人口信奉基督教，人口密度每平方公里161人。